# Département d'El Progreso
El Progreso est un département du Guatemala situé dans le centre du pays. Son chef-lieu est Guastatoya et la plus grande ville est Sanarate.

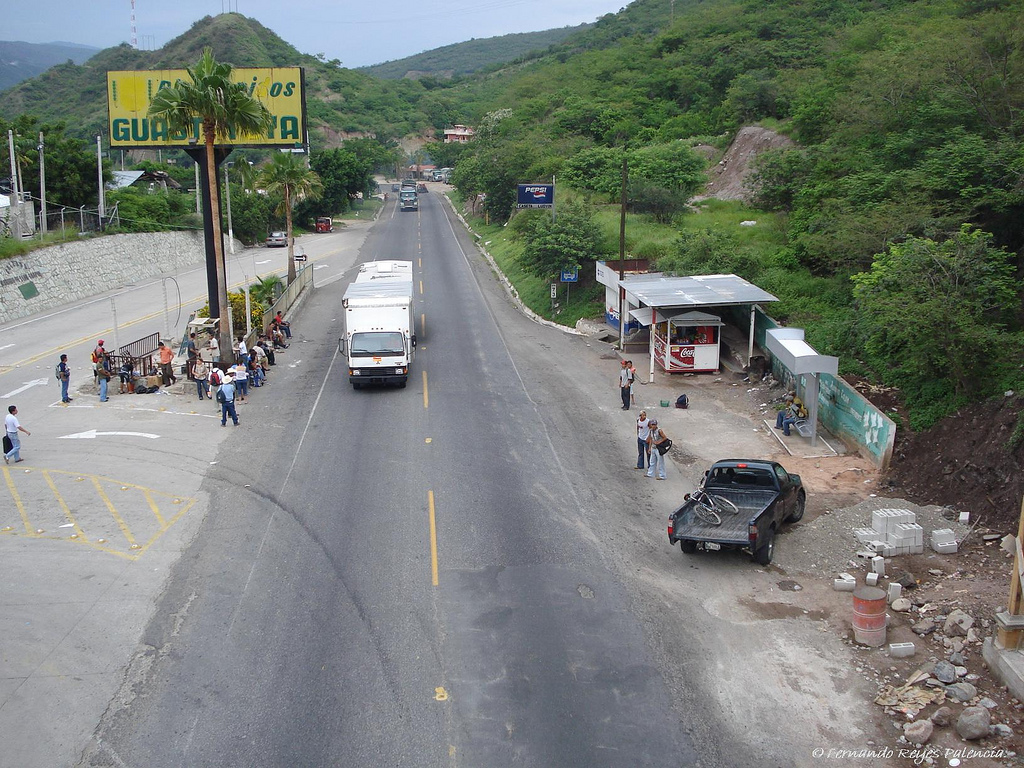
'entrée de Guastatoya

## Municipalités
1. El Jicaro
2. Guastatoya
3. Morazán
4. San Agustín Acasaguastlán
5. San Antonio La Paz
6. San Cristóbal Acasaguastlán
7. Sanarate
8. Sansare